# Михаил Горбачов
Михаил Сергеевич Горбачов (на руски: Михаи́л Серге́евич Горбачёв) е съветски политик, ръководил СССР от 1985 до 1991 г. Заемал поста генерален секретар на ЦК на КПСС и председател на Президиума на Върховния съвет на СССР. Пръв и последен президент на СССР. Политиката му довежда до края на Студената война, до мирното оттегляне на КПСС от властта и разпадане на Съветския съюз. Носител е на Нобелова награда за мир 1990 г.

## Биография и политическа кариера
Михаил Горбачов е роден в семейство на селяни на 2 март 1931 г. в с. Приволное, което се намира на разстояние от 138 km до Ставропол. Има тежко детство по време на тоталитарния режим на Сталин – баба му и дядо му са били депортирани за това, че били „кулаци“. Въпреки това младият Горбачов е бил първенец на класа. След като завършва училище, активно помага на баща си в работата му в колхоза и е награден с орден „Червено знаме на труда“. Отличието му помага да влезе в Московския държавен университет, където завършва специалност „Право“. Докато живее в Москва, се среща с бъдещата си съпруга Раиса. Сключват брак през септември 1953 г. и се преместват в Ставропол през 1955 г.
Горбачов влиза в КПСС през 1952 г. на 21 г. През 1966 г. завършва и „Аграрна икономика“ във висш селскостопански институт. Същевременно развива и политическа кариера – първоначално в рамките на Ленинския комсомол, а след това – и в КПСС. През 1966 г. става първи секретар на Ставрополския градски комитет на партията, а през 1970 г. – на Ставрополския крайком (краеви комитет) на партията. През 1971 г. е избран и за член на Централния комитет (ЦК) на КПСС; през 1979 – за кандидат-член, а след 1980 г. и за член на висшето съветско ръководство – Политбюро на ЦК на КПСС. Там получава подкрепата на Юрий Андропов, ръководител на КГБ и генерален секретар на ЦК на КПСС след смъртта на Брежнев.
След смъртта на Константин Черненко, по предложение на външния министър Андрей Громико, на 11 март 1985 г. Михаил Горбачов е избран за генерален секретар на КПСС. Той става първият партиен лидер, роден след Великата октомврийска социалистическа революция от 1917 г.

## Демократични реформи
Във вътрешноикономически план Горбачов се опитва да осъществи икономически реформи с цел съществено повишаване на стандарта на живот на съветския народ, като част от т.нар. политика на „перестройка“. Въпреки това неговите реформи са половинчати и не успяват да променят системата. През 1985 г. Горбачов обявява, че съветската икономика е изостанала и има нужда от промяна.
Съществена част от перестройката на Горбачов е и „гласността“ – след дългогодишната цензура и ограничаване на медиите се дава възможност на хората свободно да изразяват своето мнение, появяват се независими медии, публикуват се стотици книги, останали неотпечатани поради наличието на цензура.
През март 1990 г. Горбачов става първият (и единствен) президент на СССР, след като е избран от Конгреса на народните депутати.

## Външна политика
Външната политика на Горбачов е насочена предимно към подобряване на отношенията със Запада. Той установява близки връзки с Маргарет Тачър, Хелмут Кол, Роналд Рейгън. Меморандумът от преговорите с Тачър е публикуван през 2016 година. През февруари 1988 Горбачов оттегля съветските войски от Афганистан, а войната официално приключва на 15 февруари 1989.

## Разпадане на СССР
Докато политиката му на гласност довежда до демократизация на режима в СССР и Източна Европа, то перестройката не е в състояние да реши проблемите на командно-административната икономика. Разходите по войната в Афганистан и ниските цени на нефта след 1981 г. водят съветската икономика, разчитаща предимно на износ на тази суровина, до необявена криза. Неуспехът за справяне с въоръжения конфликт за Нагорни Карабах между съветските съюзни републики Армения и Азербайджан създава предпоставки за сепаратизъм в Съветския съюз.
На 10 януари 1991 Горбачов дава ултиматум на литовския парламент да възстанови спазването на конституцията на СССР и да анулира всички неконституционни закони. На следващия ден дава заповед да бъде свалено литовското правителство, при което загиват 14 души, а над 600 са ранени. Това има много силен отзвук в Западна Европа в подкрепа на Литва.
В отговор на разрастващия се сепаратизъм Горбачов предлага създаване на нов съюз – на независимите държави, в който участието да е на доброволни начала. Подписването на новия съюзен договор е планирано за 18 август 1991 г. Твърдолинейните комунисти в партията обаче са против всякаква реорганизация на СССР и организират преврат за сваляне на Горбачов от власт.
Президентът на Русия Борис Елцин организира съпротива срещу преврата (19 – 21 август 1991 г.) и това му носи допълнителна популярност. На практика с неуспешния преврат се слага и краят на СССР: използвайки отслабените позиции на Горбачов, Елцин подписва с президентите на Украйна и Беларус – трите страни-учредителки на СССР, споразумение за разпускането на Съветския съюз.

## Последни години
През май 2015 г. Горбачов е хоспитализиран в Москва, но скоро изписан.
През ноември 2016 г. в московска клиника на Горбачов е поставен пейсмейкър. Операцията е извършена от Евгений Блохин, хирург в Централната клинична болница. Също през 2016 г. той претърпява и операция за подмяна на лещите поради катаракта.
През 2019 г. той лежи често и дълго в болница, а през декември е с пневмония.
Умира след продължително боледуване в Централната клинична болница в Москва на 30 август 2022 г. Погребан е под залп на почетния караул до съпругата си Раиса в гроба на семейния парцел на Горбачови в Новодевическото гробище в Москва.

## Политическа дейност след оставката
- 1991: основава Фондация „Горбачов“.
- 1993: основава „Зеленият Кръст“.
- 1996: явява се на президентските избори, но печели 1% от гласовете.
- 26 ноември 2001: създава Социалдемократическата партия в Русия, но я напуска през май 2004 заради разногласия с председателя.
- Началото на 2004: дава името си на нова марка водка.
- Юни 2004: представлява Русия на погребението на Роналд Рейгън.